# 东门街道 (贵溪市)
东门街道，是中华人民共和国江西省鹰潭市贵溪市下辖的一个乡镇级行政单位。

## 行政区划
东门街道下辖以下地区：
信江社区、雄石社区、江边社区、烧箕山社区、城北社区、铁路社区和发电厂社区。